# Universidad de Sidi del Abbes
La Universidad Djillali Liabes de Sidi Bel Abbes es una universidad pública argelina situada en la ciudad de Sidi Bel Abbes en el vilayato homónimo. 